# Pizsamanap
A Pizsamanap (Pajama Day) a South Park című amerikai animációs sorozat 312. része (a 25. évad 1. epizódja). Elsőként 2022. február 2-án sugározták az Egyesült Államokban a Comedy Central műsorán. Magyarországon szinkronosan 2023. május 2-án szintén a Comedy Central mutatta be. Ez volt az első epizódja a sorozatnak a "Karácsonyi hó" című 2019-es rész óta, amely hagyományos formátumúként készült el.
Az epizód a különféle ügyek mentén történő, pusztán szimbolikus módon megvalósított kiállást figurázza ki, és azt, hogy aki nem csatlakozik a szimbolikus kiálláshoz, azt kiközösítik.

## Cselekmény
Mr. Garrison bemutatja a negyedikeseknek új élettársát, Ricket. Mikor aztán az órán egy másik férfi, Marcus hívja őt fel, a gyerekek nem biztosítanak neki alibit, ezért dühös lesz rájuk. Panaszt tesz PC igazgatónál, engedetlennek és tiszteletlennek nevezve őket. Mivel az igazgatónak elege van abból, hogy a diákok nem tisztelik a tanáraikat, megtiltja nekik, hogy a pizsamanapon a negyedikesek pizsamában jöjjenek iskolába. Miután ez feldühíti őket (hiszen ez olyan, mintha az ő Met gálájuk lenne), elhatározzák, hogy személyesen beszélnek vele. Hiába mondják a gyerekek, hogy ők nem csináltak semmi rosszat, az igazgató hajthatatlan. Mikor a gyerekek közlik, hogy "ez nem a náci Németország", kiosztja őket, hogy ne nácizzanak, ha valamit nem kapnak meg (ami egy visszatérő geg az epizód során). Később elmondja Mr. Mackeynek, hogy ha most meggondolná magát, gyengének tűnne.
A büntetés híre elterjed a városlakók körében is, akik elkezdenek kiállni a negyedikesek mellett, és ők is pizsamát kezdenek el viselni, még a munkahelyükön is. Mikor PC igazgató látja, hogy az egész tiltás visszafelé sült el, behívatja magához Wendyt. Még mindig nem akar gyengének látszani, ezéert rátestálja a lányra azt a feladatot, hogy a negyedikesek győzzék meg valahogy Mr. Garrisont, hogy ő maga kérje a pizsamanap visszaállítását. Wendy azt javasolja a gyerekeknek, hogy kérjenek bocsánatot Garrisontól, és akkor gyorsan túllesznek a dolgon. Közben feszültséget okoz az emberek közt, hogy vannak olyanok, akik nem akarnak pizsamát viselni, és akik nem élnek ezzel az egyébként szabad lehetőséggel, azokat a többiek kiközösítik, sőt rendőrt hívnak rájuk. Rengeteg embert tartóztatnak le, elszabadul az erőszak, a rendőrségen Harrison Yates pedig konstatálja, hogy a város puskaporos hordóvá változott.
A gyerekek bocsánatkérésre készülnek az órájuk előtt, amikor megjelenik Mr. Garrison. Vidáman elmeséli nekik, hogy rendezték a dolgokat Rick-kel, és úgy döntöttek, együtt maradnak - ám amikor észreveszi, hogy Butters nem figyel oda a történetére, újra dühöngeni kezd, és újabb panaszt tesz PC igazgatónál. Városszerte eszkalálódik a helyzet, és egyre több és erősebb utalgatás zajlik a náci Németországra. PC igazgató végül behívatja magához Wendyt, és közli vele, hogy engedélyezi a pizsamanapot, de egyben fel is mond. Elmondja, hogy mindez az elvekről szól, így aztán meg sem engedheti magának, hogy meggondolja magát. Mikor Wendy megemlíti a közelgő fordított napot, PC igazgatónak támad egy ötlete, és közli az iskolai hangosbemondón, hogy ma nem pizsamanap van, hanem fordított nap. Ily módon a negyedikesek is minden gond nélkül viselhetnek pizsamát, és végezetül minden letartóztatott embert elengednek.

## Érdekességek
Az epizód során többször is megemlítik, hogy "Matt Damon azt mondta: bátraké a szerencse". Ezzel arra utalnak, hogy a színész kriptovalutákba történő befektetést reklámozott ezzel a jelmondattal az epizód vetítése idején. A téma előkerül a "The Streaming Wars Part 2" című részben is,

## Fordítás
- Ez a szócikk részben vagy egészben  a   Pajama Day (South Park) című angol Wikipédia-szócikk ezen változatának fordításán alapul.  Az eredeti cikk szerkesztőit annak laptörténete sorolja fel. Ez a jelzés csupán a megfogalmazás eredetét és a szerzői jogokat jelzi, nem szolgál a cikkben szereplő információk forrásmegjelöléseként.